# Comet Cholon (nádraží)
Comet Cholon (hebrejsky תחנת הרכבת צומת חולון, Tachanat ha-rakevet Comet Cholon, doslova železniční stanice Křižovatka Cholon) je železniční stanice na železniční trati Tel Aviv–Bnej Darom v Izraeli.

## Historie
Byla otevřena 25. září 2011 jako jedna z pěti stanic na nové železniční trati vybíhající do jihozápadní části aglomerace Tel Avivu. Leží ve středovém pásu dálnice číslo 20, poblíž jejího křížení s dálnicí číslo 44 na pomezí jižního okraje města Tel Aviv (čtvrť Kirjat Šalom) a severního okraje města Cholon.

## Doprava
Je obsluhována autobusovými linkami společnosti Egged a Dan Bus Company. Jsou tu k dispozici parkovací místa pro automobily, prodejní stánky, nápojové automaty a veřejný telefon.